# Жорди, Франсин
Франсин Жорди (нем. Francine Jordi, урождённая Франсин Леманн (нем. Francine Lehmann); род. 24 июня 1977 года в Ворбе, Швейцария) — швейцарская певица.

## Биография

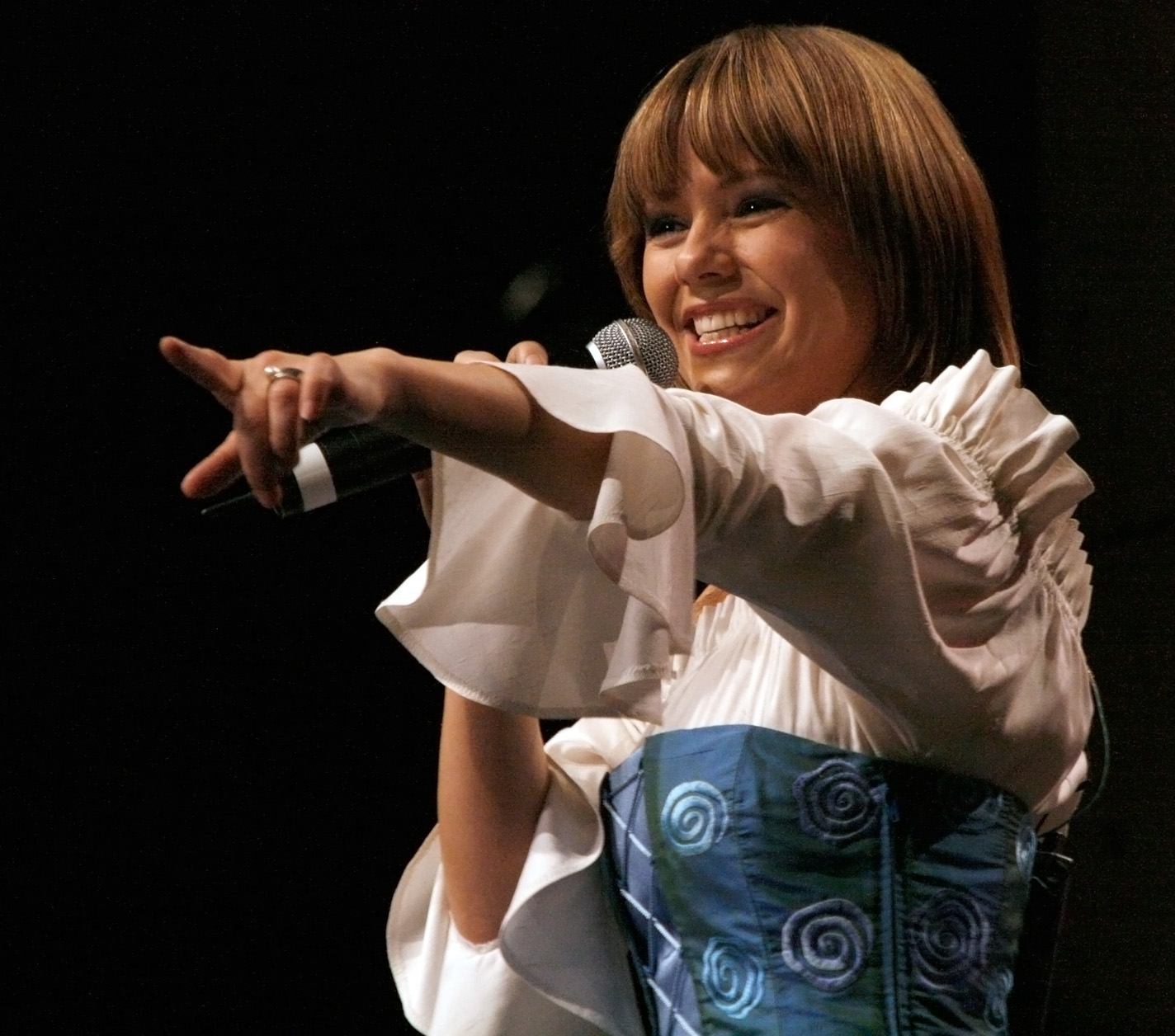
Франсин Жорди на концерте в Вене 27 февраля 2010

Ещё в десятилетнем возрасте начала эстрадную карьеру в ансамбле вместе со своими родителями и сестрой.
Родным языком для Франсин является немецкий (она родилась в немецкоговорящем кантоне Берн), но певица также владеет и французским.
В 1998 году выиграла Гран-при на фестивале народной музыки с песней «Das Feuer Der Sehnsucht».
С этого времени она стала настоящей звездой как у себя на родине, так и в других немецкоязычных странах. Вела два телешоу на немецком канале «ARD».
В 2002 году представляла Швейцарию на конкурсе песни «Евровидение» в Таллине, на котором, исполнив песню «Dans le jardin de mon âme» (рус. «В саду моей души»), заняла с 15 очками 22-е место из 24-х. Осенью того же года она провела сольный тур по всей Швейцарии.

## Дискография
| Год  | Название CD                           | Издатель CD          | Место в Schweizer Hitparade | Недель в Schweizer Hitparade | Призы           | Примечание                           |
| ---- | ------------------------------------- | -------------------- | --------------------------- | ---------------------------- | --------------- | ------------------------------------ |
| 1998 | DAS FEUER DER SEHNSUCHT               | Glory Music          | 48                          | 2                            | —               |                                      |
| 1999 | EIN MÄRCHEN AUS EIS                   | Universal Music GmbH | —                           | —                            | —               | рождественские песни                 |
| 2000 | WUNSCHLOS GLÜCKLICH                   | Universal Music GmbH | —                           | —                            | —               | мини альбом                          |
| 2001 | VERLIEBT IN DAS LEBEN                 | Universal Music GmbH | 34                          | 23                           | Золотой диск    |                                      |
| 2002 | IM GARTEN MEINER SEELE                | Universal Music GmbH | 28                          | 8                            | Золотой диск    |                                      |
| 2003 | ALLES STEHT UND FÄLLT MIT DIR         | Universal Music GmbH | 22                          | 8                            | —               |                                      |
| 2004 | EINFACH FRANCINE JORDI                | Universal Music GmbH | 23                          | 6                            | —               | сборник лучших песен с предыдущих СD |
| 2005 | HALT MICH                             | Universal Music GmbH | 34                          | 7                            | —               |                                      |
| 2007 | DANN KAMST DU                         | Universal Music GmbH | 15                          | 32                           | Платиновый диск |                                      |
| 2009 | MEINE KLEINE GROSSE WELT              | Universal Music GmbH | —                           | —                            | —               |                                      |
| 2009 | MEINE KLEINE GROSSE WELT (CH-EDITION) | Universal Music GmbH | 11                          | 7                            | —               |                                      |
| 2011 | LAGO MAGGIORE                         | Phonag Records AG    |                             | 19                           | Платиновый диск | совместно с Флорианом Аст            |
| 2012 | BEGEGNUNGEN                           | Universal Music GmbH | 95                          | 1                            | —               |                                      |
| 2013 | VERLIEBT GELIEBT                      | Phonag Records AG    |                             | 13                           | Золотой диск    |                                      |
| 2015 | WIR                                   | Phonag Records AG    |                             |                              |                 |                                      |